# Battaglia di Anjar
La battaglia di Anjar fu combattuta il 1º novembre 1623 tra l'esercito di Fakhr ad-Din II al-Ma'ni e un esercito ottomano guidato dal governatore di Damasco Mustafa Pasha.

## Antefatti
Nel 1608 Fakhr-al-Din strinse un'alleanza con il Granducato italiano di Toscana. L'alleanza conteneva sia una sezione economica pubblica che una militare segreta.
La popolarità di Fakhr-al-Din allarmò gli ottomani che autorizzarono Hafiz Ahmed Pasha, Muhafiz di Damasco, a lanciare un attacco al Libano nel 1613 per ridurre il crescente potere di Fakhr-al-Din.
Di fronte all'esercito di Hafiz di 50 000 uomini, Fakhr-al-Din scelse l'esilio in Toscana, lasciando gli affari nelle mani di suo fratello Emir Yunis e di suo figlio Emir Ali Beg. L'esilio di Fakhr-al-Din non spinse l'esercito libanese ad arrendersi all'esercito di Hafiz Ahmed Pasha. Mantennero le loro posizioni mentre infuriavano le operazioni militari fino a quando il principe Yunus riuscì attraverso i negoziati e la persuasione a porre fine alle uccisioni, assicurando la ritirata dell'esercito ottomano.
Nel 1618, i cambiamenti politici nel sultanato ottomano avevano portato alla rimozione dal potere di molti dei nemici di Fakhr-al-Din, segnalando il ritorno trionfante del principe in Libano subito dopo il quale fu in grado di riunire rapidamente tutte le terre del Libano oltre i confini delle sue montagne. Egli vendicandosi dell'emiro Yusuf Pasha ibn Siyfa, attaccò la sua roccaforte ad Akkar, distruggendo i suoi palazzi e prese il controllo delle sue terre, e riconquistando i territori a cui dovette rinunciare nel 1613 a Sidone, Tripoli, Bekaa tra gli altri.
Gli ottomani sembravano a disagio con i poteri crescenti del principe e le relazioni estese con l'Europa. La promessa fatta alla famiglia Medici, riguardo al Principe del Libano, fu ignorata. Nel 1623, Mustafa Pasha fu chiamato Muhafiz di Damasco, essendo un rivale di Fakhr-al-Din e un amico del sultano Murad IV, che gli ordinò di attaccare il Libano e deporre Fakhr-al-Din.

## La battaglia
La grande vittoria libanese arrivò il 1º novembre 1623 contro l'esercito ottomano del Pascià di Damasco nella battaglia di Majdel Anjar. Sebbene le truppe turche superassero le forze libanesi in un rapporto di più di due a uno, Fakher el-Din ne uscì comunque vittorioso e riuscì a catturare lo stesso Pascià di Damasco.

## Conseguenze
Fakhr ad-Din costrinse l'esercito ottomano a ritirarsi in Egitto e nel nord della Siria. Il potere centrale ottomano fu in grado di riprendere il controllo della Galilea solo nel 1633 e della Siria e della Transgiordania nel 1634.
Fakher el-Din trattò bene Mustafa Pasha durante la sua prigionia, il che fece riconoscere al Pascià il dominio di Fakher el-Din sulla valle di Beqaa.